# Гавайське королівство
Гава́йське королі́вство  (гав. Aupuni Mōʻī o Hawaiʻi; англ. Kingdom of Hawaii) — монархічна держава корінних гавайців, що існувала в XIX столітті, в Океанії на Гавайських островах. Керувалася спадковими королями з місцевих династій Камегамега й Калакауа. Ліквідоване в результаті республіканського державного перевороту, за підтримки США.

## Короткі відомості
У XVIII столітті на Гавайських островах існували десятки протодержавних утворень. Їх очолювали гавайські племінні вожді, які постійно вели міжусобні війни. Один з вождів на ім'я Камехамеха I (1758—1819) зміг підкорити своїй владі усі острови за допомоги європейської зброї. 1795 року він проголосив Королівство Гаваї, об'єднавши острови: Гаваї, Оаху, Мауї, Молокаї та Ланаї. А в 1810 р. також Кауаї та Ніїхау і заснував його правлячу династію Камехамеха.
У 19 столітті Королівство стало об'єктом економічної і культурної експансії США. В гавайських портах постійно зимували американські китобійні судна та діяли дипломатично-торговельні представництва. Християнські місіонери, які займалися євангелізацією гавайців, дали остров'янам писемність та західну освіту. Хоча іноземці сприяли індустріалізації та модернізації Гаваїв, контакти з ними мали й негативні наслідки. Зокрема, від нових хвороб, занесених з-за океану, 300 тисячна популяція гавайців скоротилася до 70 тисяч. Розвиток економіки, разом із руйнацією традиційної пантеїстичної релігії і системи табу, призвели до екологічних проблем.
Через демографічну кризу Гаваї почали приймати іммігрантів з США, Китаю, Японії. 1840 року під тиском білої меншини король Камеамеа III (1825 — 1854) прийняв конституцію. За його правління половину місць в уряді держави займали вихідці з США та Британії. Під час Громадянської війни в США гавайський уряд підтримував північні штати. 1875 року американці уклали з королівством договір про вільну торгівлю, а 1887 року отримали дозвіл на будівництво військо-морської бази в Перл-Гарборі.
1887 року, в період правління короля Калакауа (1874 — 1891) білі підприємці та військові змусили прийняти монарха нову, так звану «Багнетову конституцію», яка дозволяла їм збільшити своє представництво в органах влади. 1891 року королева Ліліуокалані (1891–1893) намагалася скасувати її, але безуспішно. 17 січня 1893 року американська п'ята колона на Гаваях здійснила державний переворот за підтримки американського корабля «Бостон». 1894 року монархія була скинута, а уряд королеви переїхав до США. До 1898 року на території колишнього королівства була створена Республіка Гаваї, що була згодом приєднана до США.

## Королі

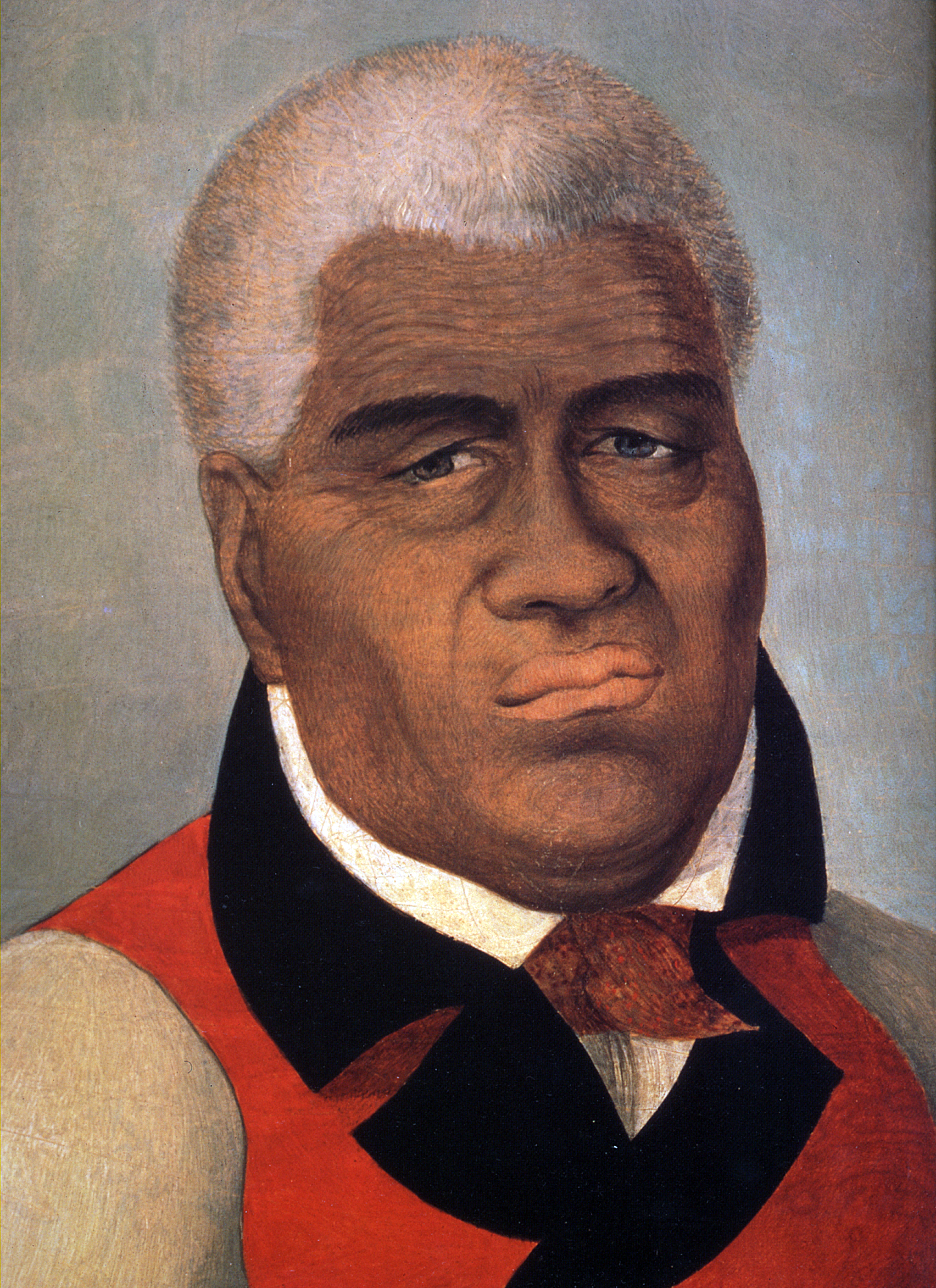
Камехамеха I (1795 — 1819)
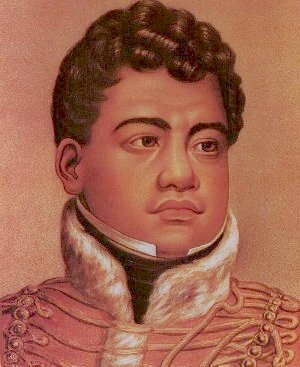
Камехамеха II (1819 — 1824)
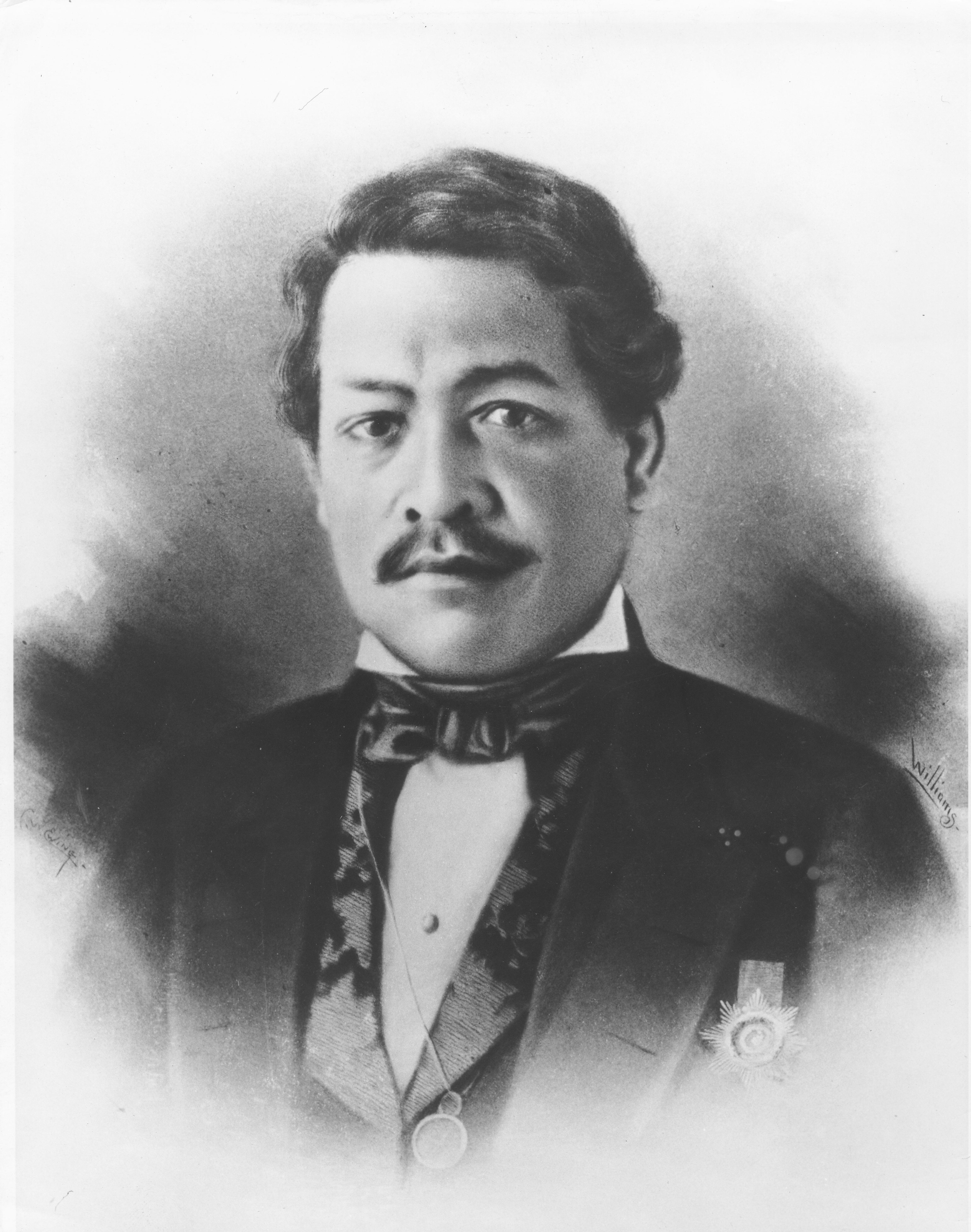
Камеамеа III (1825 — 1854)
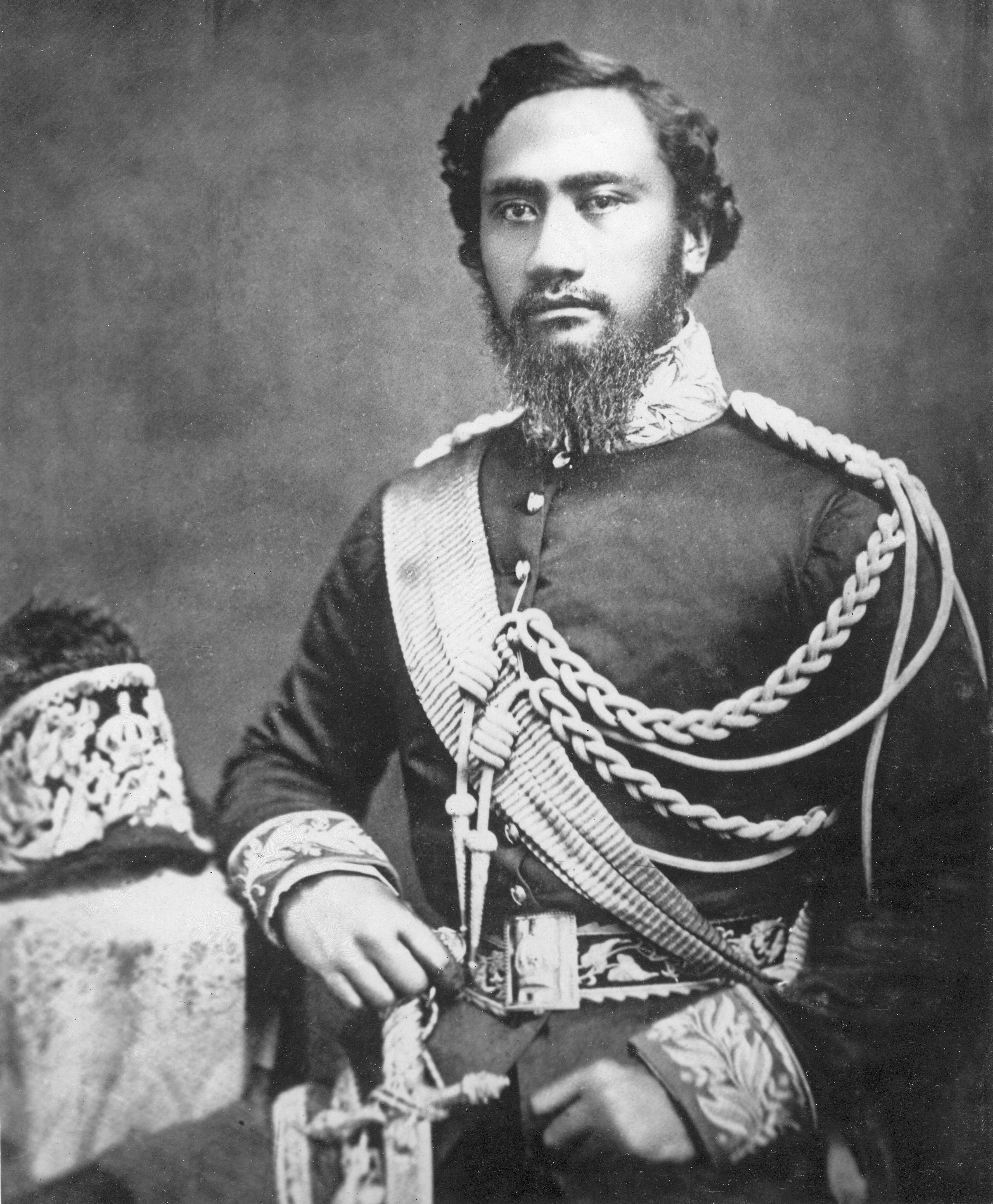
Камегамега IV (1854 — 1863)
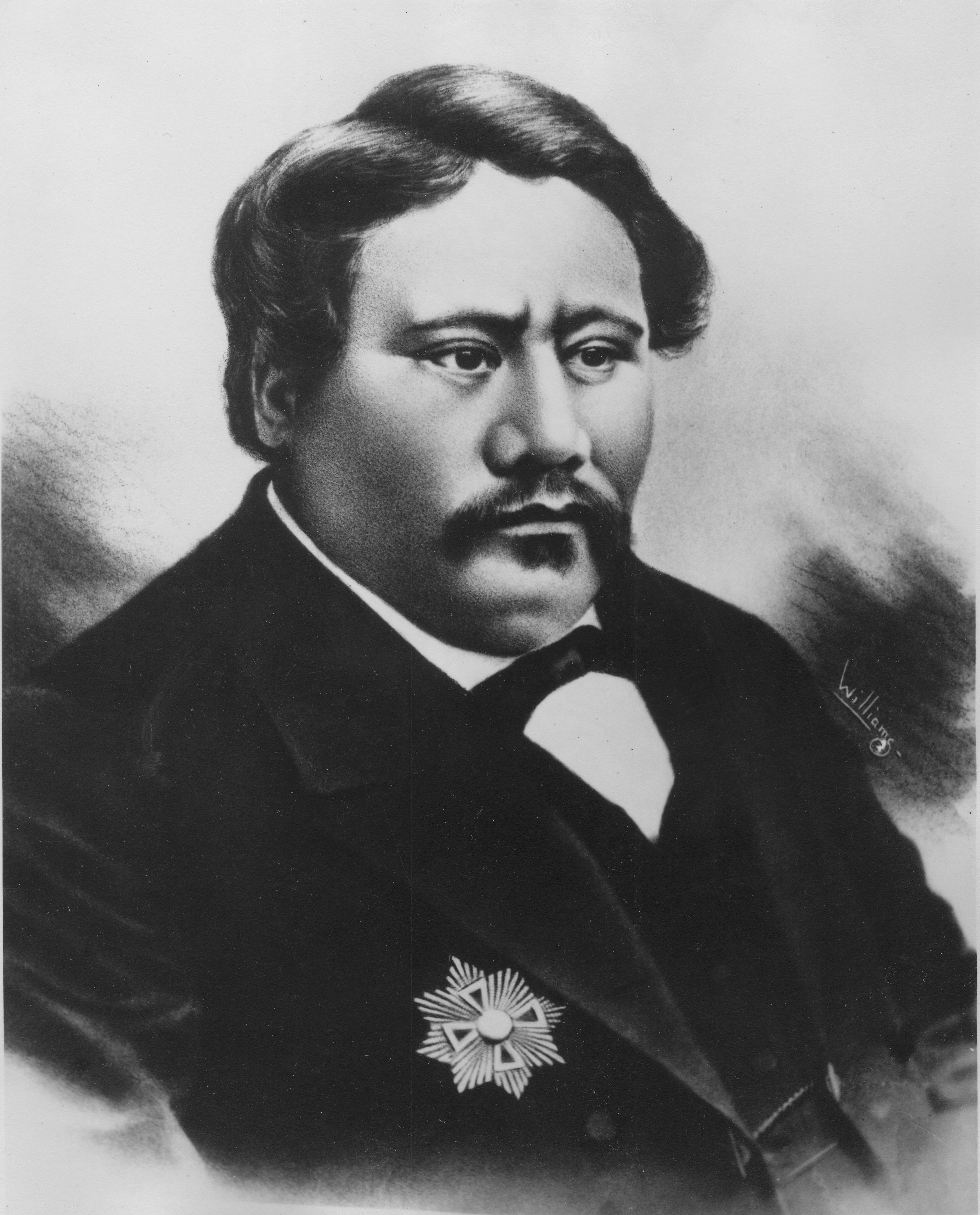
Камегамега V (1863 — 1872)
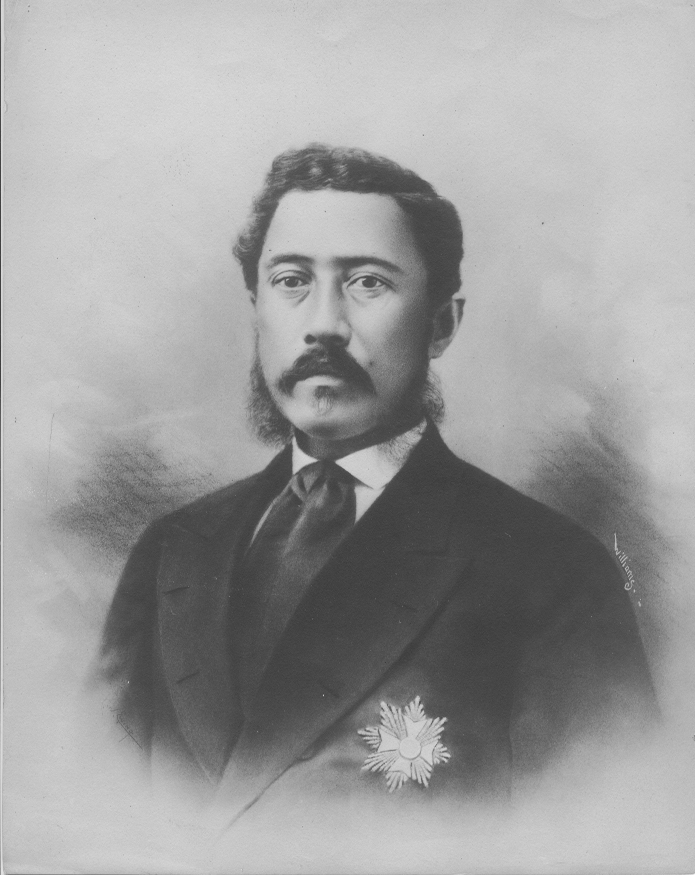
Луналіло (1873 — 1874)
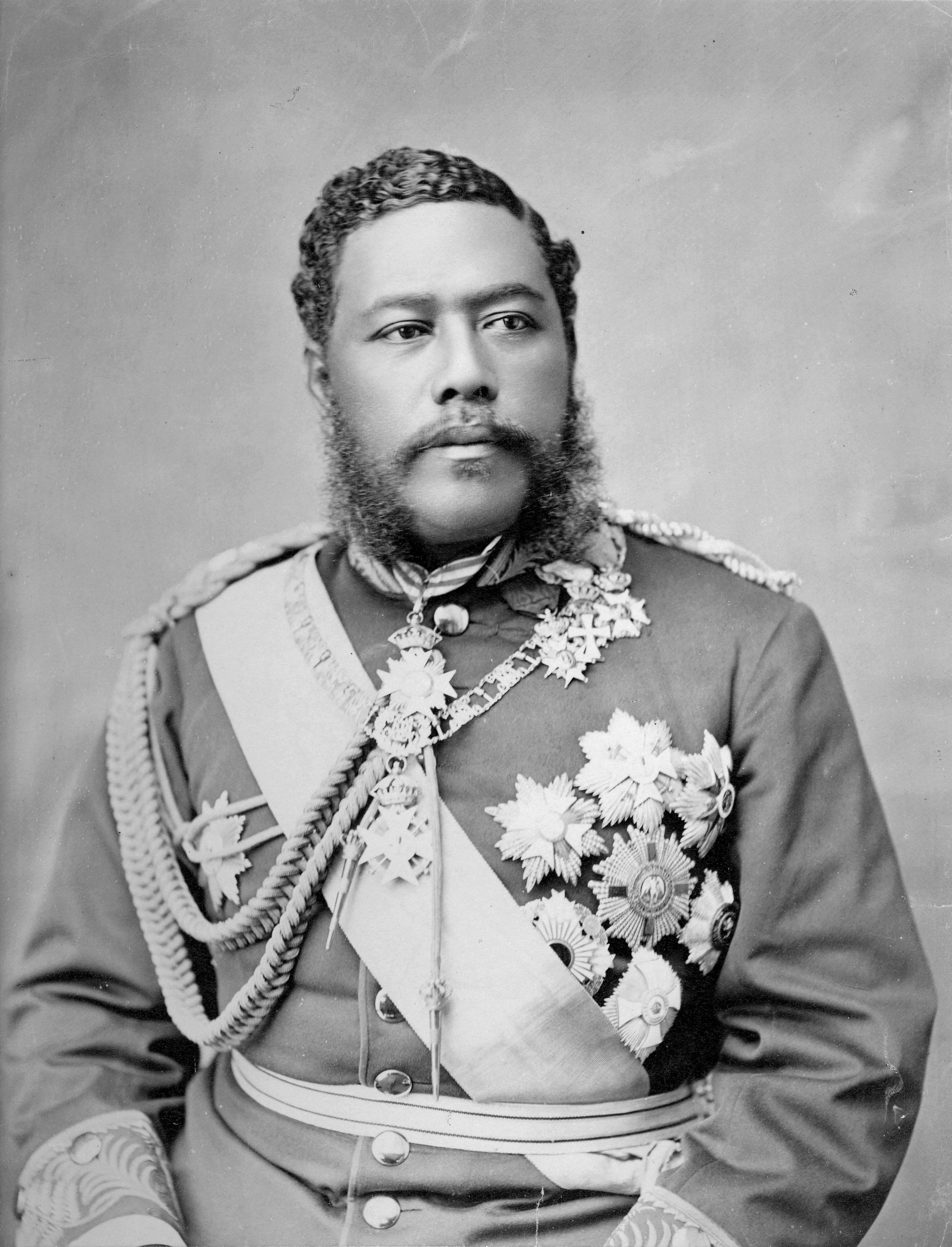
Калакауа (1874 — 1891)
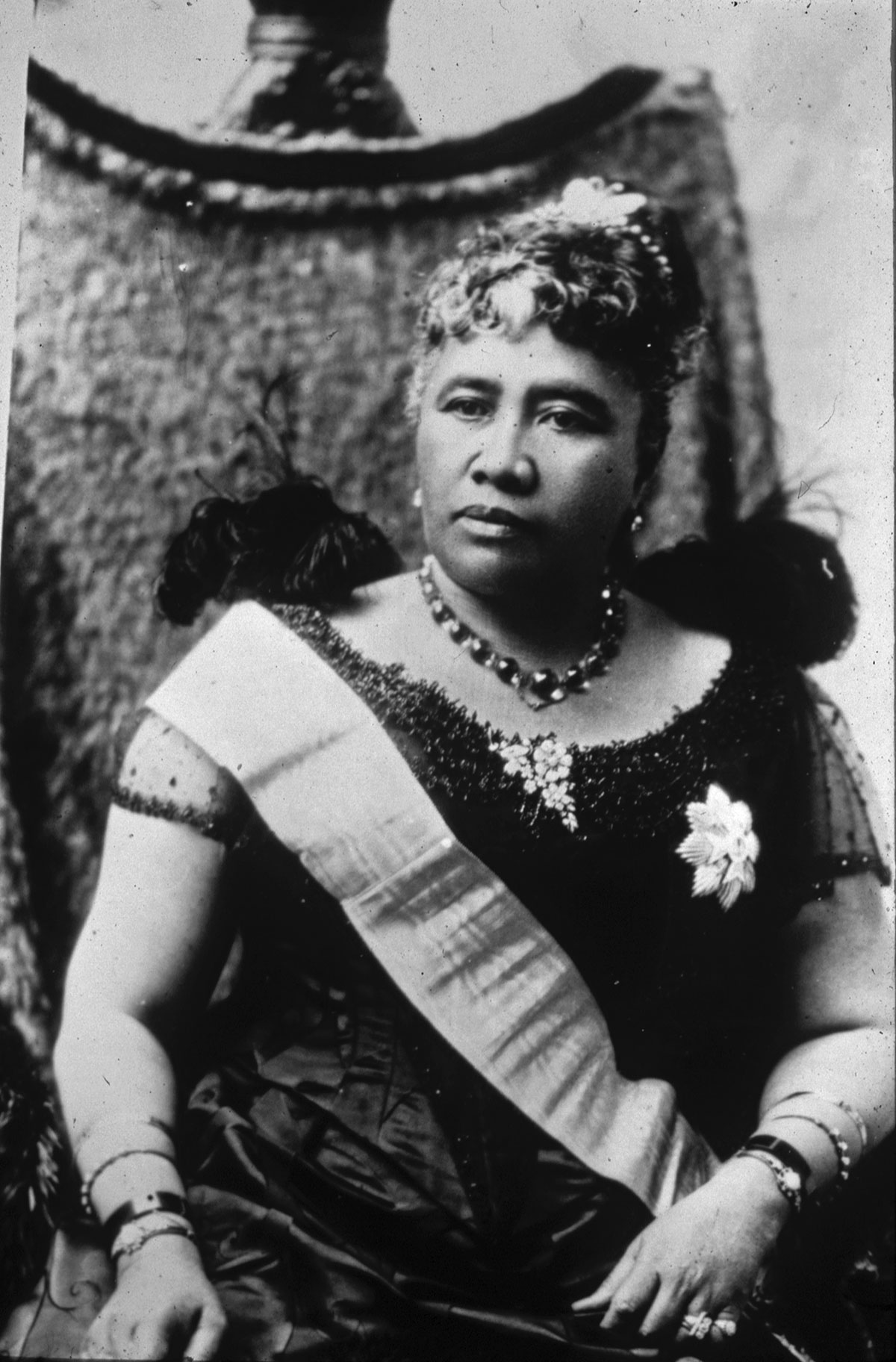
Ліліуокалані (1891 — 1893)